# Dalbergia andapensis
Espèce
Statut de conservation UICN

 EN B1ab(iii)+2ab(iii) : En danger
Dalbergia andapensis est une espèce de plantes à fleurs de la famille des Fabaceae.

## Publication originale
- Bulletin du Muséum National d'Histoire Naturelle, Section B, Adansonia. sér. 4, Botanique Phytochimie 18: 201–202, f. 10(I–R), map. 1996.